# Sepp Zehnder (Skispringer, 1944)
Josef «Sepp» Zehnder (* 25. März 1944) ist ein ehemaliger Schweizer Skispringer.

## Werdegang
Zehnder gewann bei den Schweizer Meisterschaften 1963 in Einsiedeln hinter Heribert Schmid und Heini Moser die Bronzemedaille im Einzel von der Normalschanze.
Trotz schwacher Leistungen bei der folgenden Vierschanzentournee 1963/64, bei der Zehnder erstmals international startete, jedoch nicht über Rang 55 in der Gesamtwertung hinauskam, startete er mit 19 Jahren bei den Olympischen Winterspielen 1964 in Innsbruck. Als 51. von der Normal- und 48. von der Grossschanze gelang ihm dabei jedoch noch nicht der Durchbruch.
Erstmals an die Weltspitze sprang Zehnder bei der Vierschanzentournee 1965/66, bei der er in Garmisch-Partenkirchen auf der Grossen Olympiaschanze den 21. Platz erreichte.
Bei der Nordischen Skiweltmeisterschaft 1966 im norwegischen Oslo sprang Zehnder von der Grossschanze auf 73 und 75,5 Meter und belegte damit den 27. Platz. Von der Normalschanze kam er auf 70,5 und 69,5 Meter und belegte damit gemeinsam mit Toralf Engan den 34. Platz.
Bei den Schweizer Meisterschaften 1968 in Lenk gewann er seinen ersten Schweizer Meistertitel. Bei den folgenden Olympischen Winterspielen 1968 in Grenoble sprang Zehnder von der Normalschanze auf Rang 52 und von der Grossschanze auf Rang 47.
Nachdem Zehnder bei der Vierschanzentournee 1968/69 mit Rang 20 in der Gesamtwertung erstmals deutlich nach vorne und in Garmisch-Partenkirchen als 16. erstmals in die Top 20 gesprungen war, gewann er bei den Schweizer Meisterschaften 1970 seinen zweiten Einzeltitel.
Bei der Nordischen Skiweltmeisterschaft 1970 in Štrbské Pleso sprang Zehnder von der Grossschanze auf 90,5 und 99 Meter und belegte damit einen sehr guten 14. Platz. Von der Normalschanze kam er auf 79,5 und 80 Meter und belegte damit den 10. Platz. Bei den Schweizer Meisterschaften 1971 gewann Zehnder schliesslich seinen dritten und letzten Schweizer Meistertitel.
Bei den Olympischen Winterspielen 1972 in Sapporo konnte Zehnder als 28. von der Normal- und 22. von der Grossschanze seine besten olympischen Ergebnisse erreichen. Bei der folgenden Skiflug-Weltmeisterschaft 1972 in Planica flog er auf den 33. Platz. Die folgende Vierschanzentournee 1972/73 wurde die erfolgreichste für Zehnder. So sprang er auf der Schattenbergschanze in Oberstdorf als 18. unter die besten 20. Auch in Innsbruck und Bischofshofen landete er in den Top-20-Rängen. In der Gesamtwertung erreichte er mit 801,9 Punkten den 16. Platz.
Bei seiner letzten Vierschanzentournee 1973/74 verpasste er die Wiederholung seiner grossen Erfolge. Nach schwachen Einzelleistungen erreichte er am Ende nur Platz 62 der Gesamtwertung.
Im Dezember 1974 wurde sein Sohn Josef geboren, der später ebenfalls als Skispringer international erfolgreich war.

## Erfolge

### Vierschanzentournee-Platzierungen
| Saison  | Platz | Punkte |
| ------- | ----- | ------ |
| 1963/64 | 55.   | 506,1  |
| 1964/65 | 72.   | 175,6  |
| 1965/66 | 34.   | 697,7  |
| 1966/67 | 35.   | 708,6  |
| 1967/68 | 67.   | 547,6  |
| 1968/69 | 20.   | 765,3  |
| 1969/70 | 22.   | 814,4  |
| 1970/71 | 28.   | 805,5  |
| 1971/72 | 36.   | 808,7  |
| 1972/73 | 16.   | 801,9  |
| 1973/74 | 62.   | 705,6  |